# Gleizé
Gleizé é uma comuna francesa na região administrativa de Auvérnia-Ródano-Alpes, no departamento de Ródano. Estende-se por uma área de 10,46 km². Em 2010 a comuna tinha 7 815 habitantes (densidade: 747,1 hab./km²).